# Danis latifascia
Danis latifascia är en fjärilsart som beskrevs av Rothschild 1915. Danis latifascia ingår i släktet Danis och familjen juvelvingar. Inga underarter finns listade i Catalogue of Life.